# Janji Matogu (Portibi)
Janji Matogu is een bestuurslaag in het regentschap Padang Lawas Utara van de provincie Noord-Sumatra, Indonesië. Janji Matogu telt 296 inwoners (volkstelling 2010).